# Fatmeh Sar
Fatmeh Sar (persiska: فتمه سر, Fatmeh Sarā) är en ort i Iran.   Den ligger i provinsen Gilan, i den nordvästra delen av landet, 260 km nordväst om huvudstaden Teheran. Antalet invånare är 317.
Terrängen runt Fatmeh Sar är platt. Runt Fatmeh Sar är det tätbefolkat, med 493 invånare per kvadratkilometer. Närmaste större samhälle är Bandar-e Anzalī, 17,4 km nordost om Fatmeh Sar. I omgivningarna runt Fatmeh Sar växer i huvudsak blandskog.